# Пенман, Шэрон Кей
Шэрон Кей Пенман (англ. Sharon Kay Penman; 13 августа 1945 года, Нью-Йорк, США — 22 января 2021, Атлантик-Сити, Нью-Джерси, США) — американская писательница, автор исторических романов о средневековых Англии и Уэльсе.

## Биография
Шэрон Кей Пенман родилась в 1945 году в Нью-Йорке, а детство провела в Нью-Джерси. Она получила степень бакалавра истории в Техасском университете (Остин) и ещё во время учёбы начала писать свой первый роман — «Солнце во славе», в котором речь шла о Ричарде III, изображённом как положительный персонаж. Когда книга была почти закончена, кто-то украл рукопись из автомобиля. Из-за этого Пенман на пять лет бросила литературные занятия, стала доктором юриспруденции и долгое время проработала в Нью-Джерси специалистом по налоговому праву (впоследствии она оценивала эту работу как «епитимью»). Позже Пенман вернулась к «Солнцу во славе» и написала его заново. Книга, изданная в 1982 году, была тепло встречена как читателями, так и критиками.
После выхода первой книги Пенман, по её словам, поняла, что «безнадёжно пристрастилась к писательству». Она переехала в Уэльс, чтобы там начать работать над новым романом — «Земля, где обитают драконы» (по словам писательницы, жизнь в горах вдохновляла её и давала новый материал). Действие «Земли» происходит в Уэльсе XIII века. Позже Пенман написала два продолжения, романы «Падает тень» и «Расплата», создав таким образом «Валлийскую трилогию». Далее последовали цикл романов об Англии эпохи ранних Плантагенетов и серия из четырёх романов в жанре исторического детектива, главным героем которых является Джастин де Квинси.
Книги Пенман неизменно получали признание со стороны читателей, критиков и других писателей. Так, Джордж Мартин назвал Пенман «сильнейшим из романистов, пишущих о Средневековье». Первый из романов о Джастине де Квинси, «Человек королевы», был номинирован на литературную премию «Эдгар» . Критики отмечают, что в книгах Пенман глубокое знание исторических реалий соседствует с искусно выстроенной и напряжённой интригой. Писательница изучала не только литературу и исторические документы, но и те места, в которых происходит действие её книг.

## Романы Шэрон Кей Пенман
- Солнце во славе (1982)
- Земля за морем (2020)

Валлийская трилогия
- Земля, где обитают драконы (1985)
- Падает тень (1988)
- Расплата (1991)

Плантагенеты
- Пока Спаситель спал (1994)
- Время и случай (2002)
- Семена раздора (2008)
- Львиное сердце (2011)
- Королевский выкуп (2014)

Джастин де Квинси
- Человек королевы (1996)
- Жесток, как могила (1998)
- Логово дракона (2003)
- Князь тьмы (2005)